# Anton thor Helle
Anton thor Helle (getauft 28. Oktoberjul. / 7. November 1683greg. in Tallinn; † 13. Apriljul. / 24. April 1748greg. in Jüri, heute Gemeinde Rae/Estland) war ein estnischer Theologe. Er ist der Urheber der ersten Übersetzung der Bibel in die nordestnische Schriftsprache.

## Ausbildung
Anton thor Helle wurde als Sohn eines Kaufmanns geboren. Seine Muttersprache war Deutsch, jedoch erlernte er auf sehr hohem Niveau Estnisch, das er auch unterrichtete. Er besuchte zunächst die Schule in Tallinn und studierte anschließend Theologie an der Universität Kiel, bevor er nach Estland zurückkehrte.

## Theologie
1713 wurde er Pastor des Kirchspiels Jüri (deutsch: St. Jürgens). Er trat sein Amt in schweren Zeiten an. 1695–1697 hatte eine Hungersnot zu einem Massensterben im Kirchspiel geführt. Der Nordische Krieg, der 1710 in Estland endete, hatte Zerstörung, Gewalttaten gegen die Zivilbevölkerung mit sich gebracht. In diesem Umfeld gründete Helle unter großem persönlichen Einsatz 1721 eine Kirchenschule für die Ausbildung von Küstern.
Bereits 1715 wurde Helle zum außerordentlichen Assessor des Konsistoriums von Estland und 1721 zum ordentlichen Assessor ernannt. 1740 übernahm er zusätzlich die Leitung der Gemeinde von Kose. 1742 wurde er Propst von Nord-Harju.

## Estnische Sprache
Neben der Theologie widmete sich Anton thor Helle vor allem der Förderung und Weiterentwicklung der estnischen Sprache. Seine estnische Grammatik (Kurtzgefasste Anweisung zur Ehstnischen Sprache, 1732) und sein umfassendes Deutsch-Estnisches Wörterbuch zählen zu den Grundlagen der estnischen Schriftsprache und der Kulturgeschichte Estlands.
Von 1728 bis 1738 wurde unter seiner Leitung an einer Übersetzung der Bibel in die nordestnische Sprache gearbeitet, die 1739 in Tallinn unter dem Titel Piibli Ramat, se on keik se Jummala Sanna bei Jacob Johann Köhler im Druck erschien. Anton thor Helle ist wahrscheinlich auch der Autor der Viis head jutto ühhe öppetaja ja usklikko Tallopoja wahhel, einer Einführung in die Bibellektüre, die 1740 in Tallinn erschien.
Daneben bearbeitete er zahlreiche theologische Schriften sprachlich neu und war Mitherausgeber einflussreicher pietistischer Handbücher seiner Zeit. Zu den bekanntesten Arbeiten zählen das Eesti-Ma Kele Koddo- ning Kirko-Ramat (Halle, 1721) und die estnischsprachige Fassung von Johann Anastasius Freylinghausens Buch Jummala Nou Innimesse iggawesse önnistussest (Tallinn, 1727), die er mit seinem Freund Heinrich Gutsleff, dem Pastor von Kullamaa (Goldenbeck), herausgab.

## Privatleben
Anton thor Helle war zweimal verheiratet. 1713 ehelichte er Catharine Helene Knieper aus Jõhvi, mit der er eine Tochter hatte. 1725 heiratete er die Tochter des Bürgermeisters von Tallinn, Maria Elisabeth Oldecop, mit der er fünf Söhne bekam.
1989 wurde zu Ehren von Anton thor Helle ein Denkmal neben der Kirche von Jüri eingeweiht.